# Манго (фрукт)

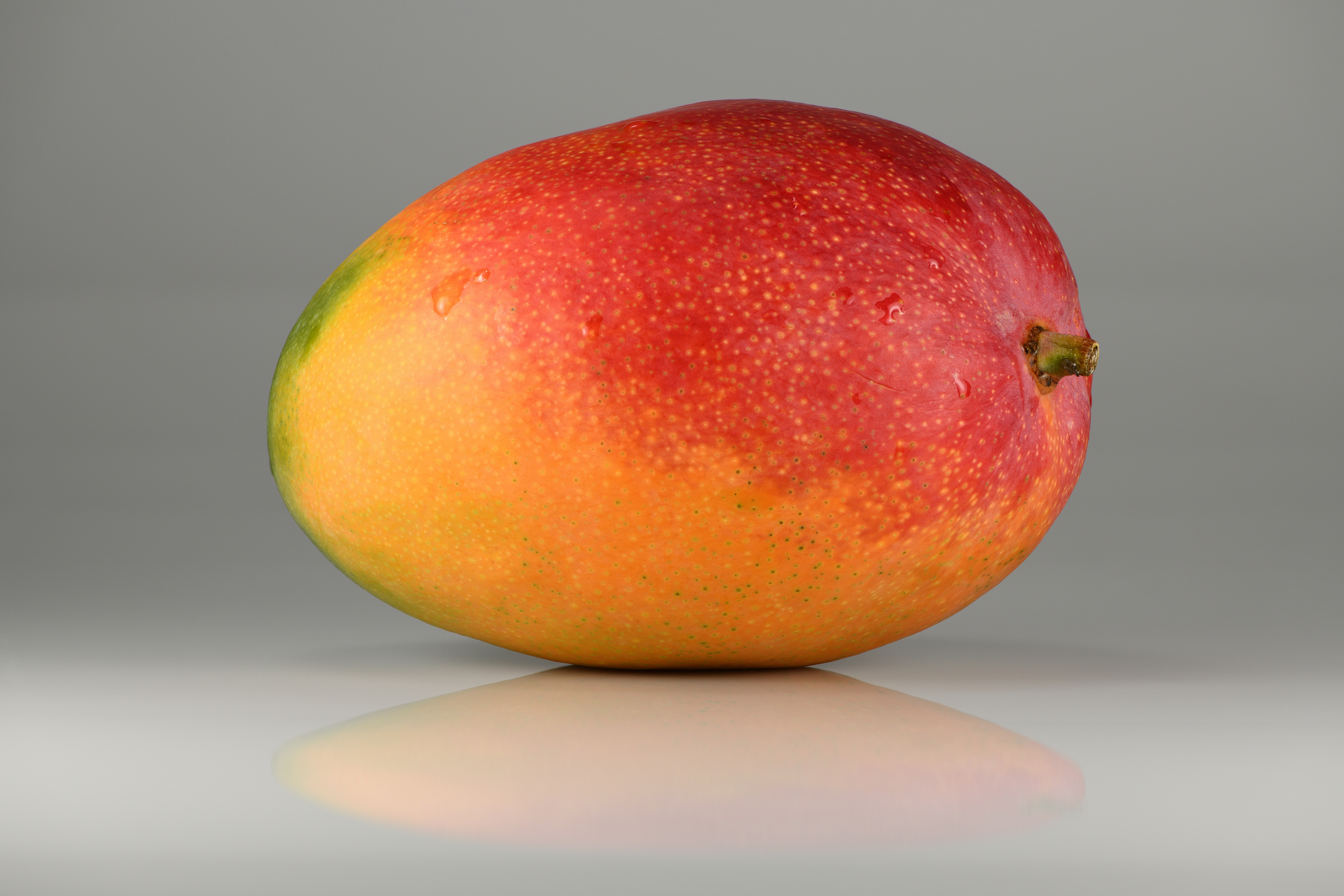
Манго

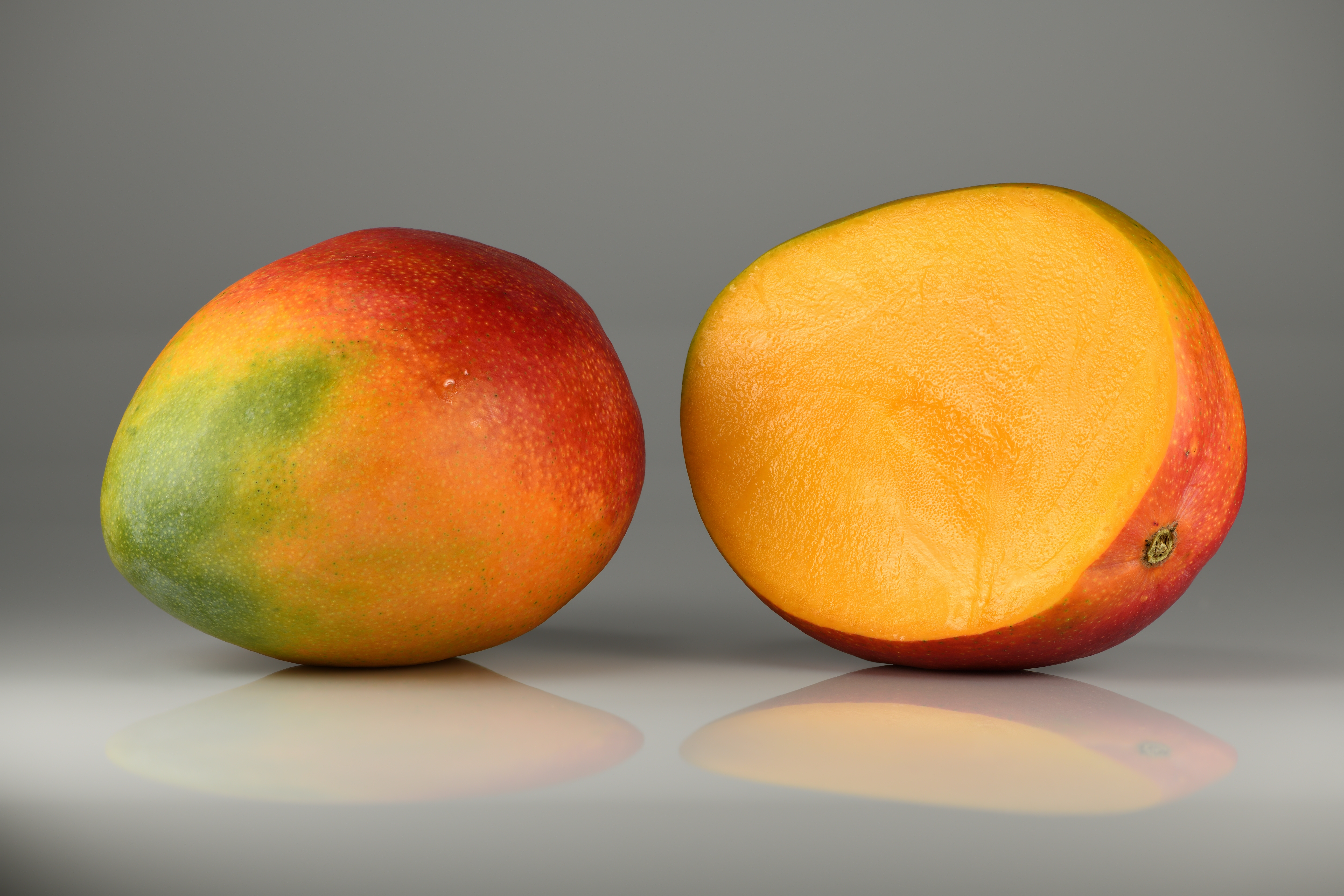
Плоди манго

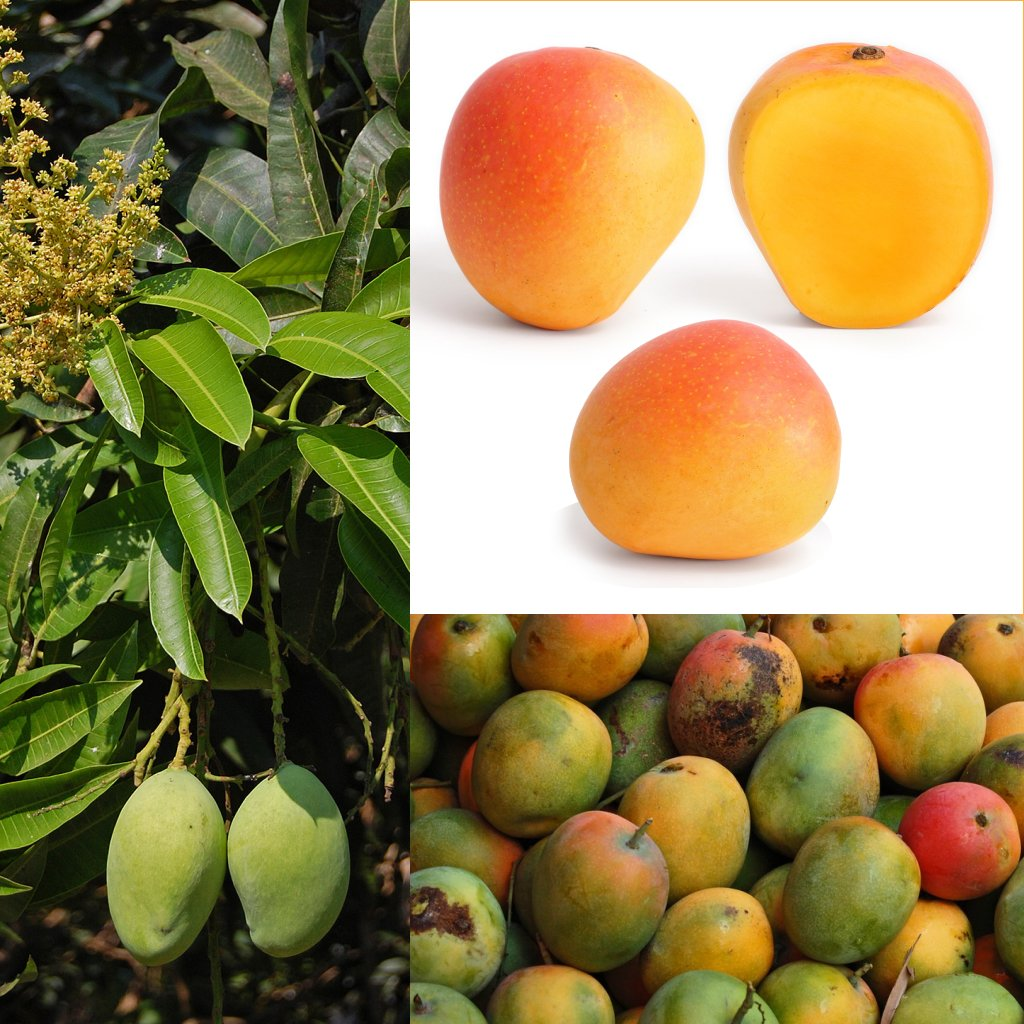
Плоди манго

Манго — плоди манго індійського (Mangifera indica), рослини роду Манго родини сумахових. Плоди мають волокнисту структуру та солодкий смак, шкірка забарвлена в тони червоного, зеленого або жовтого кольорів, у м'якоті колір жовтий або помаранчевий.

## Виробники
Батьківщина манго — вологі тропічні ліси індійського штату Ассам та країни М'янма. В Індії та Пакистані манго вважають однією з національних фруктових рослин.
Індія збирає близько 13,5 мільйонів тонн плодів манго і є головним виробником (один з найвідоміших сортів — Альфонсо). В Європі манго культивують насамперед в Іспанії на Канарських островах.
| Рік  | Тисячі тонн |
| ---- | ----------- |
| 1965 | 11 486      |
| 1970 | 12 030      |
| 1975 | 12 768      |
| 1980 | 14 420      |
| 1985 | 16 545      |
| 1990 | 17 051      |
| 1995 | 22 446      |
| 2000 | 24 888      |
| 2005 | 31 203      |
| 2006 | 33 434      |
| 2007 | 34 456      |
| 2008 | 34 994      |
| 2009 | 35 124      |

| Країна                                                             | тисяч тонн манго |
| ------------------------------------------------------------------ | ---------------- |
| Індія                                                              | 13 557           |
| Китай                                                              | 4 140            |
| Таїланд                                                            | 2 469            |
| Індонезія                                                          | 2 150            |
| Пакистан                                                           | 1 728            |
| Мексика                                                            | 1 509            |
| Бразилія                                                           | 1 197            |
| Нігерія                                                            | 831              |
| Бангладеш                                                          | 828              |
| Філіппіни                                                          | 771              |
| В'єтнам                                                            | 540              |
| Кенія                                                              | 474              |
| Єгипет                                                             | 450              |
| Ємен                                                               | 404              |
| Куба                                                               | 354              |
| Танзанія                                                           | 320              |
| Домініканська Республіка                                           | 257              |
| Гаїті                                                              | 244              |
| Мадагаскар                                                         | 221              |
| Демократична Республіка Конго                                      | 210              |
| джерело: Продовольча та сільськогосподарська організація ООН (FAO) |                  |

## Застосування

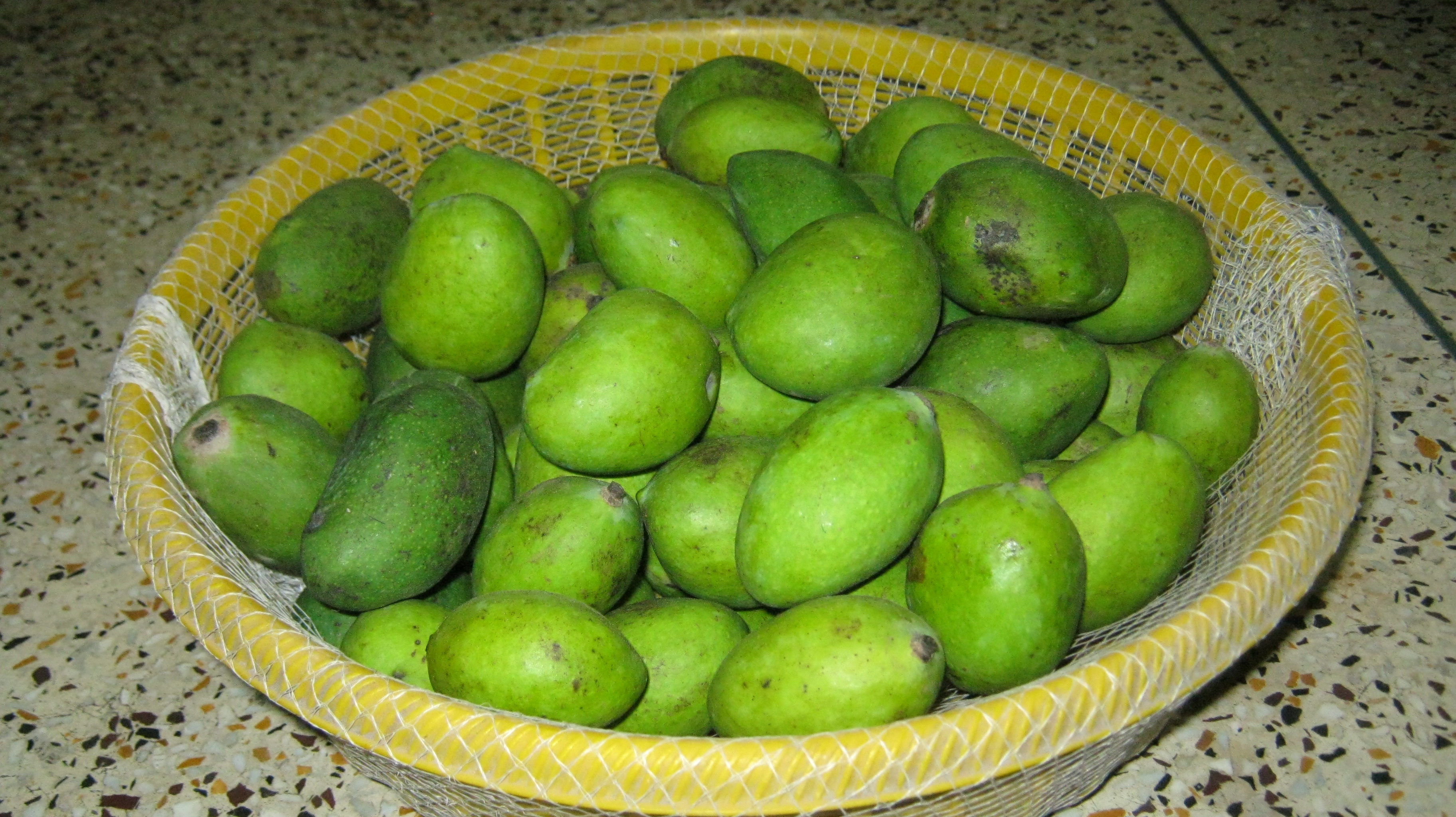
Зелені плоди

Плоди манго часто використовують у народній медицині в Індії та інших азійських країнах. Наприклад, в Індії манго застосовують для зупинки кровотеч, для зміцнення серцевого м'яза та для поліпшення роботи мозку.

### Незрілі плоди
Зелені недозрілі плоди містять у собі у великих кількостях крохмаль, який у міру дозрівання перетворюється на прості вуглеводи: сахарозу, глюкозу та мальтозу. Крім того, незріле манго — цінне джерело пектину, однак після утворення в плоді твердої кісточки його кількість істотно зменшується. Завдяки вмісту в ньому лимонної, щавлевої, яблучної та бурштинової кислот незрілий плід дуже кислий на смак. Також зелене манго багате на вітамін С (в 15 мг міститься стільки ж вітаміну С, скільки в 30 мг лайма), є в ньому й інші вітаміни: B1, B2, ніацин.

### Зрілі плоди

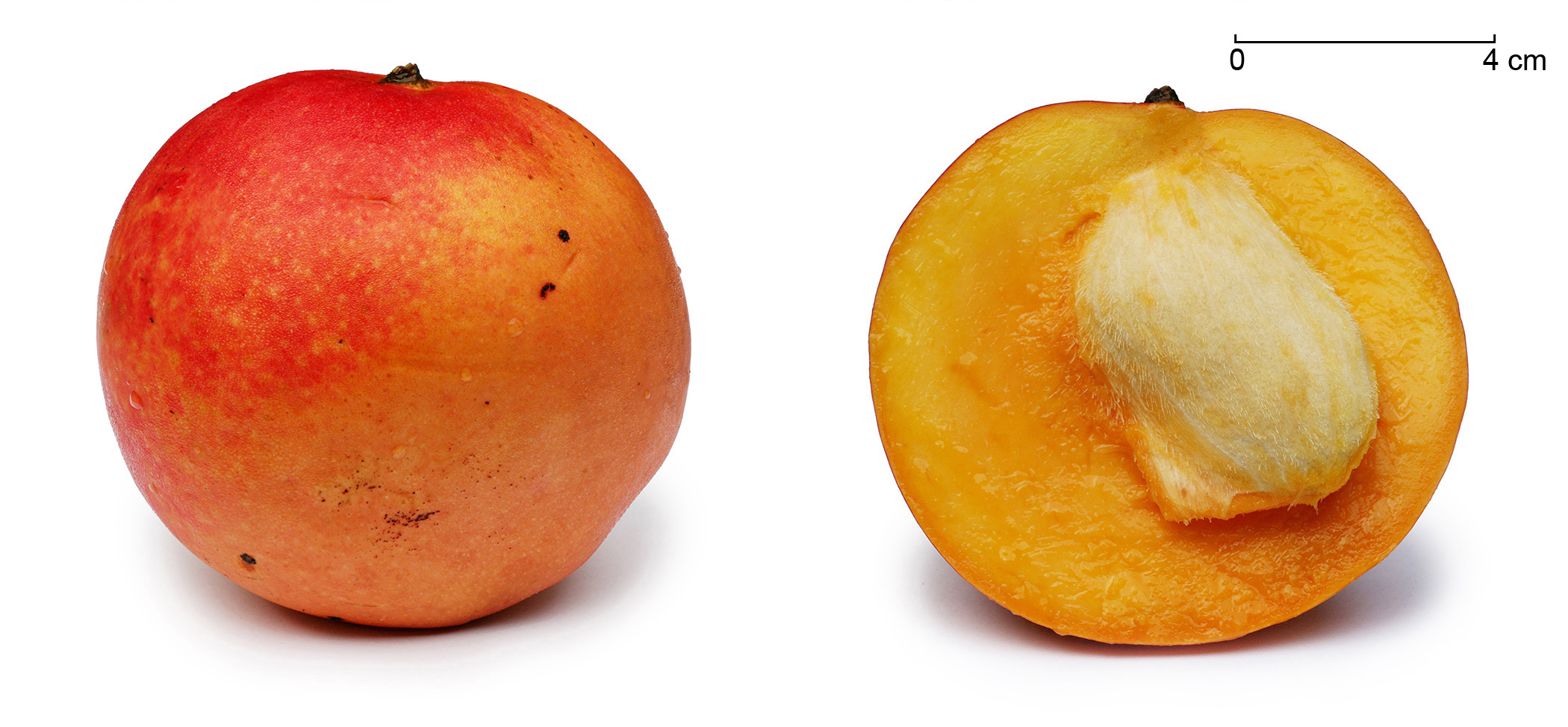
Зрілий плід манго

Зрілий фрукт на смак дуже солодкий і має приємний солодкуватий аромат. У ньому багато вітамінів та цукрів, але мало кислот.
Вітамін А, що міститься в зрілому фрукті у великих кількостях, добре впливає на органи зору: допомагає при курячій сліпоті, сухості рогівки та інших очних захворюваннях. Крім того, регулярне споживання стиглих плодів сприяє поліпшенню імунітету та оберігає від інфекцій простудного характеру, таких як ГРЗ, риніт та ін.
Зрілі плоди також використовують для зниження ваги, оскільки плоди містять в собі багато вітамінів та вуглеводів — так звана манго-молочна дієта.
Американські науковці твердять, що манго перешкоджає розвитку ракових клітин при пухлинах грудей і кишечника, оскільки містять антиоксиданти, хоч і в невеликій кількості.

### Можливі негативні наслідки
При вживанні понад двох незрілих плодів на добу можлива поява кольок, подразнення слизової шлунково-кишкового тракту та горла. Переїдання стиглих фруктів може призвести до розладу кишечника, запорів, алергічних реакцій.

## Харчова цінність

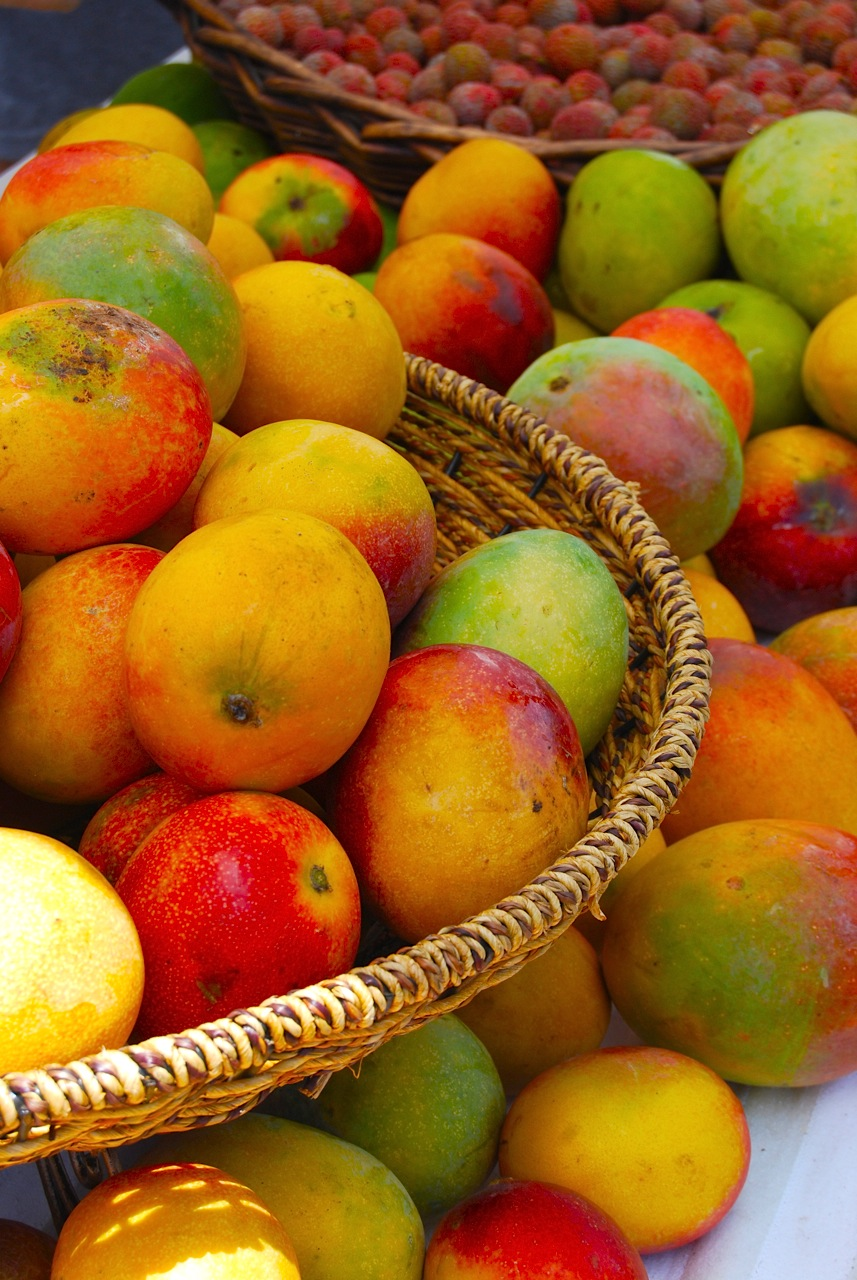
Різне забарвлень плодів манго

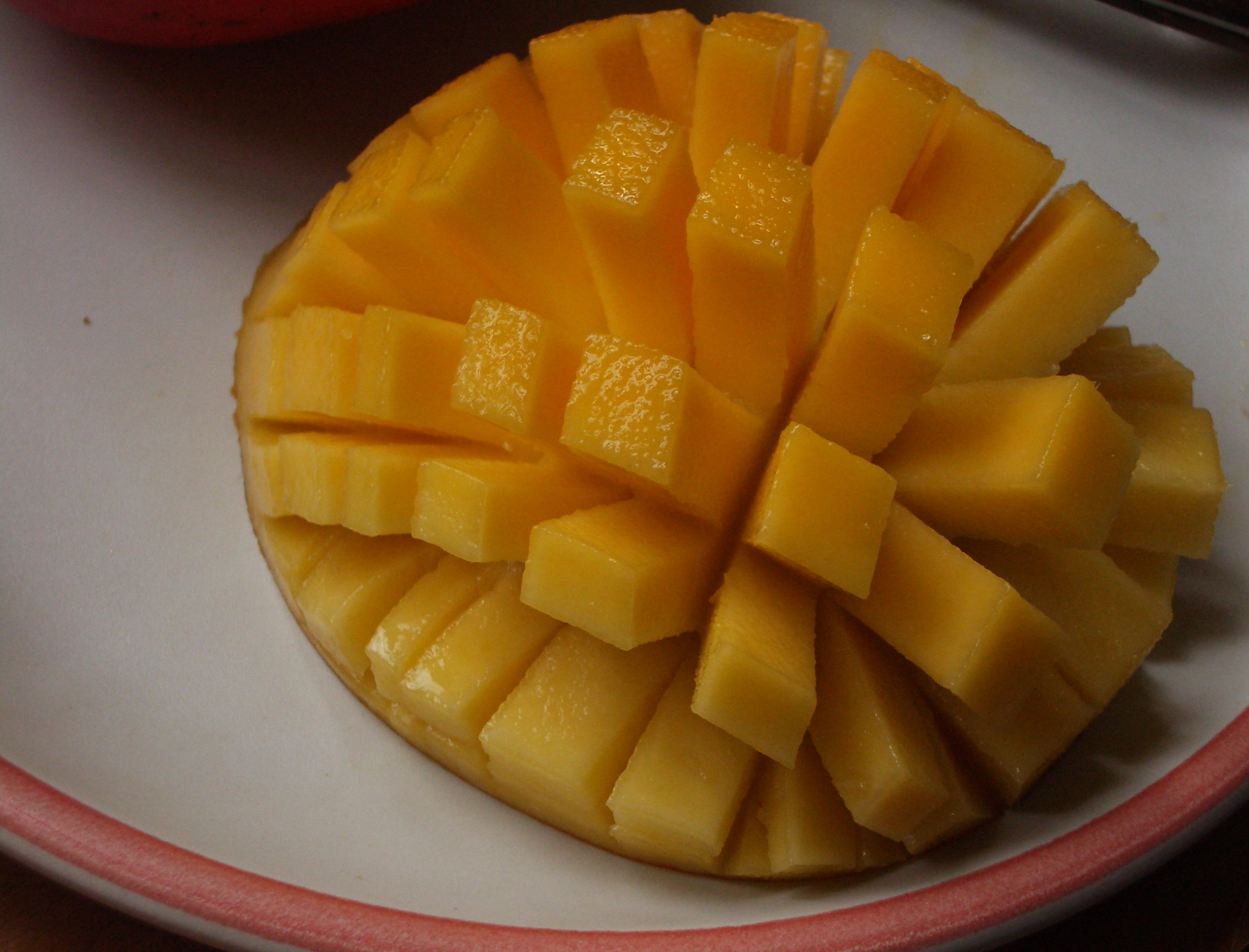
Манго, нарізане «їжачком»

У 100 р. м'якоті манго міститься приблизно:
- Енергетична цінність: 270 кДж/70 ккал
- Білки: 0,51 г
- Жири: 0,27 г
- Вуглеводи
  - цукри: 14,8 г
  - клітковина: 1,8 г
- Вітаміни та мікроелементи (у% від рекомендованої добової норми)
  - Тіамін (В1) : 0,058 мг (4 %)
  - Рибофлавін (В2) : 0,057 мг (4 %)
  - Ніацин (В3) : 0,584 мг (4 %)
  - Пантотенова кислота (В5) : 0,160 мг (3 %)
  - Вітамін B6: 0,134 мг (10 %)
  - Фолієва кислота (B9) : 14 мкг (4 %)
  - Вітамін C: 27,7 мг (46 %)
  - Кальцій: 10 мг (1 %)
  - Залізо: 0,13 мг (1 %)
  - Магній: 9 мг (2 %)
  - Фосфор: 11 мг (2 %)
  - Калій: 156 мг (3 %)
  - Цинк: 0,04 мг (0 %)